# Möszt járás
Möszt járás (mongol nyelven: Мөст сум) Mongólia Hovd tartományának egyik járása. Területe 3900 km². Népessége kb. 4600 fő.
Székhelye Ulántolgoj (Улаантолгой), mely 190 km-re délkeletre fekszik Hovd tartományi székhelytől.